# Shuddhodana

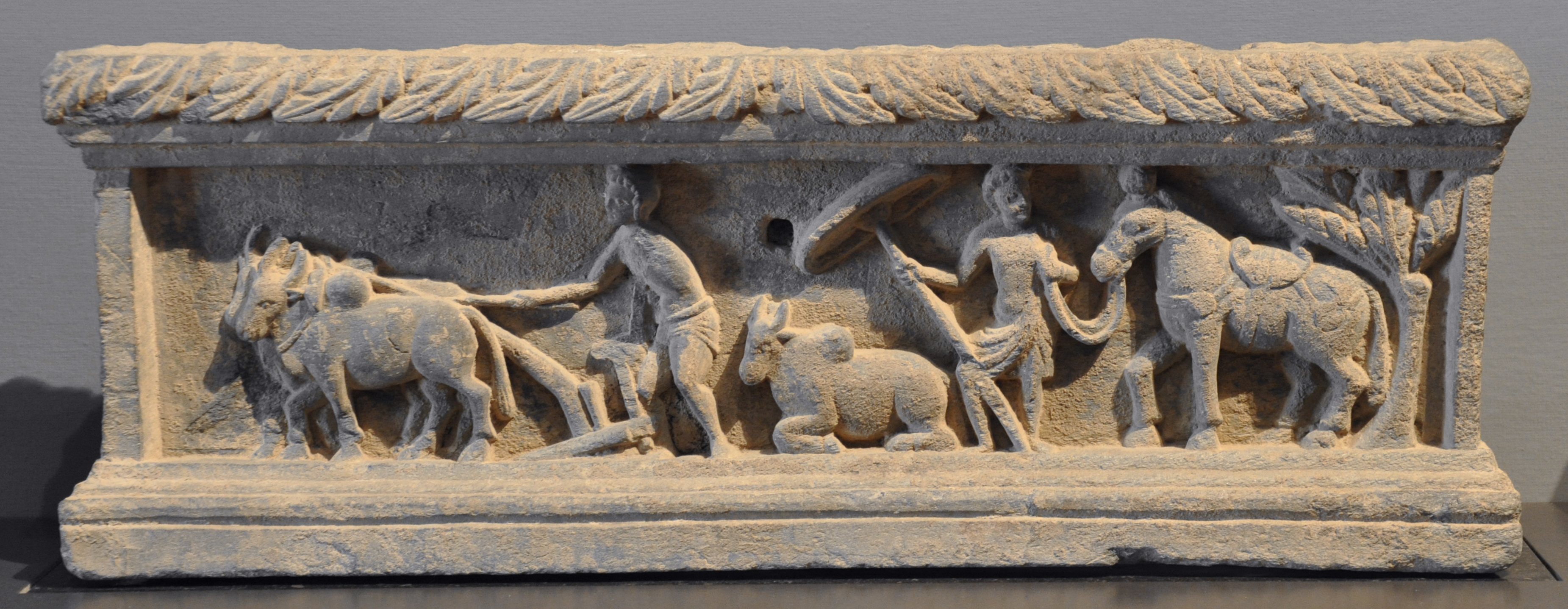
Shuddhodana beim rituellen Pflügen

Shuddhodana (Sanskrit: शुद्धोदन, Śuddhodana; Hindi auch Shuddhodhan) war der leibliche Vater von Siddhartha Gautama, dem historischen Buddha. Er stammte aus dem Volk der Shakya und soll den alten indischen Staat Kapilavastu im nördlichen Indien, heute in Nepal, regiert haben. Nach dem Tod seiner Gemahlin Maya sieben Tage nach der Geburt des Prinzen heiratete er ihre Schwester Mahapajapati Gotami, die zur Pflegemutter Siddharthas wurde. Weiteren Überlieferungen zufolge soll der Erleuchtete seinem Vater auf dem Sterbebett das Gesetz des Dharma gelehrt haben, wodurch dieser zum Arhat wurde.